# Chile International
Die Chile International sind im Badminton die offenen internationalen Meisterschaften von Chile. Austragungen sind seit 1999 dokumentiert. Bei allen diesen Veranstaltungen wurden Punkte für die Badminton-Weltrangliste vergeben. 2015 wurde jeweils ein Turnier der International Series und ein Turnier der International Challenge in Chile ausgetragen.

## Die Sieger
| Saison    | Herreneinzel      | Dameneinzel       | Herrendoppel                          | Damendoppel                             | Mixed                             |
| --------- | ----------------- | ----------------- | ------------------------------------- | --------------------------------------- | --------------------------------- |
| 1999      | Richard Vaughan   | Joanne Muggeridge | Mario Carulla José Antonio Iturriaga  | Yesenia Leon Ruiz Edith Loza            | Mario Carulla Adrienn Kocsis      |
| 2000      | Mario Carulla     | Takako Ida        | Ma Che Kong Yau Tsz Yuk               | Satomi Igawa Hiroko Nagamine            | Mike Beres Kara Solmundson        |
| 2001      | Tjitte Weistra    | Lorena Blanco     | Tjitte Weistra José Antonio Iturriaga | Joanne Muggeridge Felicity Gallup       | Tjitte Weistra Doriana Rivera     |
| 2002 2013 | nicht ausgetragen | nicht ausgetragen | nicht ausgetragen                     | nicht ausgetragen                       | nicht ausgetragen                 |
| 2014      | Kevin Cordón      | Bo Rong           | Arnaud Génin Bjorn Seguin             | Katherine Winder Luz María Zornoza      | Mario Cuba Katherine Winder       |
| 2015      | Osleni Guerrero   | Laura Sárosi      | Job Castillo Lino Muñoz               | Lohaynny Vicente Luana Vicente          | Mario Cuba Katherine Winder       |
| 2016      | Osleni Guerrero   | Özge Bayrak       | Diego Castillo Alonso Medel           | nicht ausgetragen                       | Iván León Camila Macaya           |
| 2017 2022 | nicht ausgetragen | nicht ausgetragen | nicht ausgetragen                     | nicht ausgetragen                       | nicht ausgetragen                 |
| 2023      | Fabio Caponio     | Yasmine Hamza     | Koon Fung Kelvin Ho Samuel Ricketts   | Estefania Canchanya Valeria Chuquimaqui | Samuel Ricketts Tahlia Richardson |
| 2024      | nicht ausgetragen | nicht ausgetragen | nicht ausgetragen                     | nicht ausgetragen                       | nicht ausgetragen                 |